# Oriana Altuve
Oriana Yoselyn Altuve Mancilla (* 3. Oktober 1992 in Caracas) ist eine venezolanische Fußballspielerin.

## Karriere
Oriana debütierte mit siebzehn Jahren im Frauenkader ihres Heimatvereins Caracas FC, mit dem sie an der erfolgreichsten Phase seiner Geschichte teilhatte. Nach einem Zwischenspiel beim Colón FC in Uruguay avancierte sie von 2017 bis 2018 in Kolumbien zur erfolgreichsten Torschützin für Independiente Santa Fe und gewann mit dem Club die erste kolumbianische Fußballmeisterschaft der Frauen. Im August 2018 wechselte sie zu Rayo Vallecano in die spanische Primera División Femenina. Ihren Einstand für diesen Verein in einem Ligaspiel am 22. September 2018 gegen den Madrid CFF krönte sie mit einem Hattrick. Im Juli 2020 wechselte sie zum andalusischen Club Betis Sevilla.

## Erfolge
Verein:
- Kolumbianische Meisterin: 2017
- Uruguayische Meisterin: 2016
- Venezolanische Meisterin: 2009, 2010, 2011, 2012, 2014
- Venezolanische Pokalsiegerin: 2009, 2010
- Andalusische Pokalsiegerin: 2020

Individuell:
- Torschützenkönigin der Copa Libertadores Femenina: 2016, 2017
- Torschützenkönigin der kolumbianischen Meisterschaft: 2018